# اورلاندو کابرالز مارتینز
اورلاندو خوزه کابرالس مارتینز (به انگلیسی: Orlando José Cabrales Martínez؛ زادهٔ ۱۹ اوت ۱۹۳۹ – درگذشتهٔ ۵ ژانویهٔ ۲۰۲۵) یک سیاستمدار و مهندس کلمبیایی بود. وی که از اعضای حزب لیبرال کلمبیا بود، از سال ۱۹۹۶ تا ۱۹۹۷ میلادی، وزیر توسعهٔ اقتصادی و از سال ۱۹۹۷ تا ۱۹۹۸ میلادی، وزیر معادن و انرژی کلمبیا بود.
مارتینز در ۵ ژانویهٔ ۲۰۲۵، در سن ۸۵ سالگی در بوگوتا، کلمبیا درگذشت.